# Negativo fotográfico

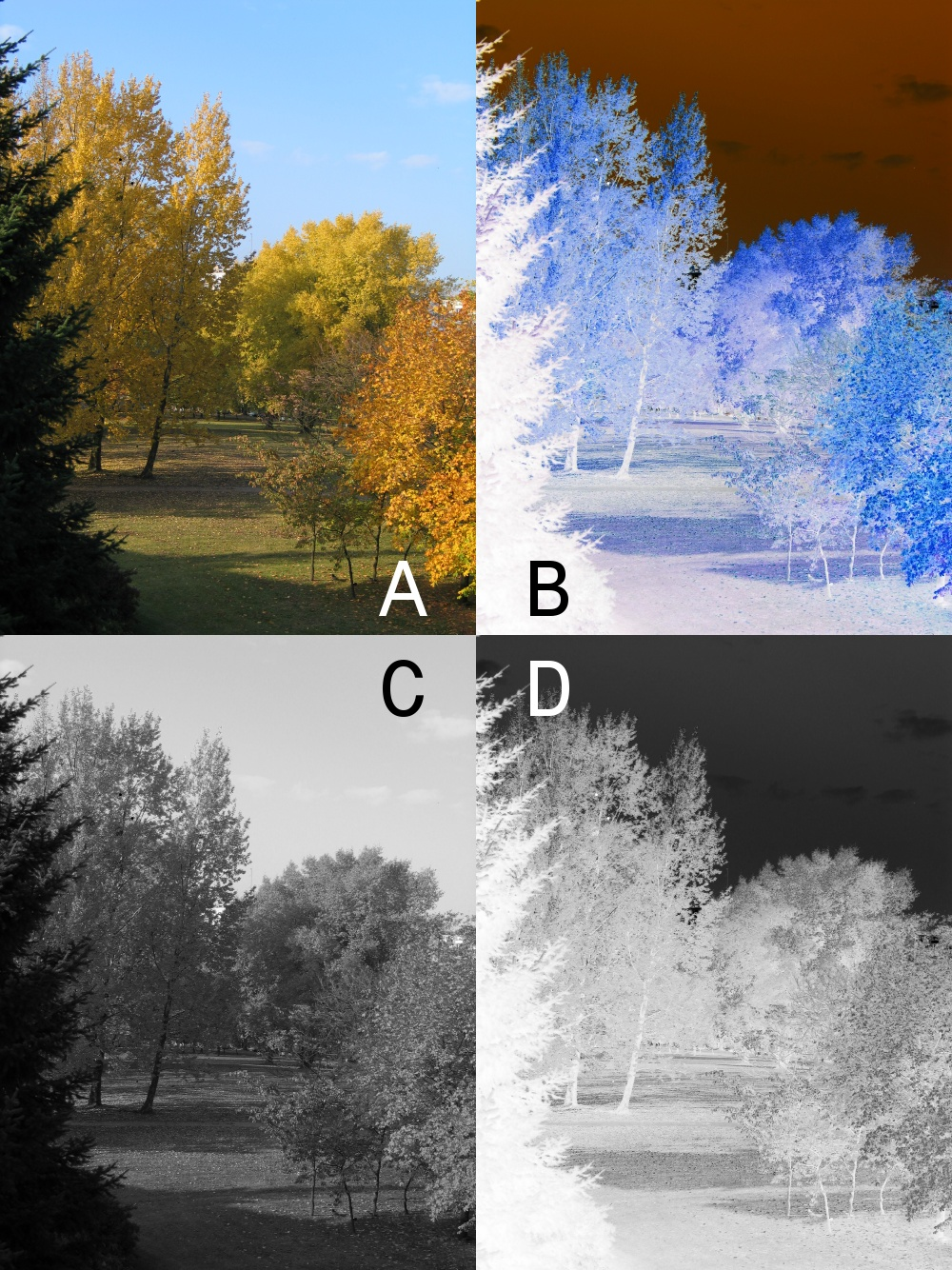
Fotografía positiva en color (A) y su negativo (B), fotografía positiva blanco y negro (C) y su negativo (D).

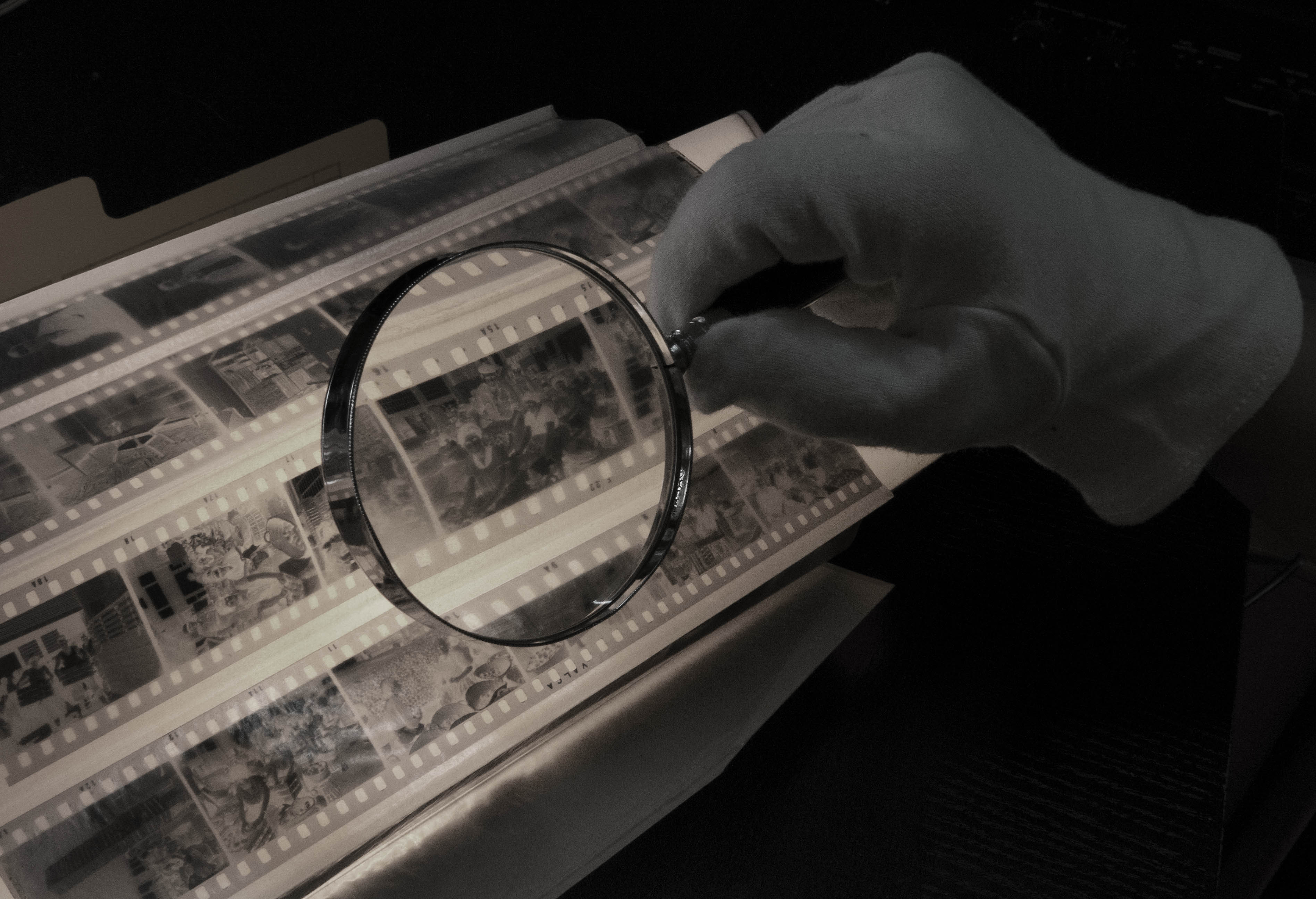
Mirando negativos con una lupa.

En fotografía, se llama negativo a la película que se utiliza en la cámara fotográfica convencional para, seguidamente, realizar el positivado en papel. Las partes del negativo en las que ha incidido la luz se verán con un color oscuro, mientras que en las partes donde no ha incidido, quedarán transparentes.
El primer procedimiento fotográfico negativo-positivo fue el calotipo, inventado por William Fox Talbot. El término "negativo" fue introducido por primera vez por el científico John Herschel, amigo y colega de Talbot, a quien se debe el descubrimiento de las propiedades fijadoras del tiosulfato sódico.

## Historia
Los primeros negativos de la historia eran los que mostraban una imagen sola. Si al inicio fueron de papel, rápidamente su fragilidad y poca transparencia hizo buscar un sustituto para hacer de apoyo de la emulsión que contendía la imagen: la placa de vidrio. La transparencia y solidez de este material hizo descartar el uso del papel como apoyo de negativo, y las primeras emulsiones que acogieron fueron las de colodión. Estos negativos se tenían que confeccionar manualmente justo antes de ser expuestos, y la emulsión resultante era muy frágil si no se protegía con algún tipo de barniz. La posibilidad de reaprovechar los vidrios en próximos negativos hizo que muchos conjuntos de negativos al colodión se eliminaran. Los restos de trabajo manual en el corte del vidrio, en el emulsionado de la placa, la singularidad en la coloración de la emulsión o las singulares agrietes producto de deterioro son elementos identificativos de estas placas.
El negativo a la gelatina aportó la mecanización en la producción de placas y la estandarización total de formatos, grosores, sensibilidades. Es el material más común en los negativos del siglo XIX y su uso llegó hasta la aparición de la fotografía digital. A pesar de todo, la base que sustentaba la emulsión fue evolucionando.
Los primeros negativos de gelatina continuaban con el uso del vidrio como apoyo. Los formatos estándares iban de las grandes placas de 30 x 40 cm hasta las placas de 4,5 x 6 cm. A medida que va pasando el tiempo el formato de las placas usado por los fotógrafos retratistas y reporteros va disminuyendo. Se pasó a las de formato más grande para aplicaciones especiales o de estudio. Un ejemplo es el material negativo realizado para la Exposición Internacional de Barcelona, en concreto para captar las piezas que figuraron en el apartado El Arte en España y consta de un conjunto de unas 15 000 placas de formato 18x24 cm conservado al Archivo Fotográfico de Barcelona, mientras los reporteros que pocos años antes fotografiaron la transformación urbanística de la montaña trabajaron mayoritariamente en negativos de 10 x 15 y 13 x 18 cm.
La necesidad de encontrar un apoyo más ligero para los negativos propició la aparición de las películas flexibles de base plástica. Las primeras fueron de nitrato, que pronto comportaron problemas de estabilidad (problemas que se arrastran hasta hoy día: la conservación de este material es complicada, cosa que hace difícil mantener stocks grandes una vez han iniciado la degradación, que puede llegar a ser altamente peligrosa por su posibilidad de auto inflamarse) y evolucionaron hacia películas de acetato (las cuales hoy en día se sabe que también son inestables, con una degradación distinta y menos acelerada) para llegar a las películas de poliéster.
Como ejemplo de gran producción de negativos en Cataluña hay que mencionar el fondo del Archivo Fotográfico de Barcelona de la familia Pérez de Rozas, donde se observan al principio muchas placas de vidrio y, a medida que avanza el tiempo se incorporan las placas de base plástica, hasta que a partir de los años treinta toda la producción son corros de paso universal o paso mediano. El trabajo como fotoperiodistas y la prisa para la entrega del material hacía descuidar la cura de los negativos, y reducían los baños de fichaje y de lavado, con el posterior deterioro que la presencia de ácidos residuales provocaría en las películas. Muchos de ellos llegaron enrollados formando cilindros y ligados con una tira de papel, una manera habitual de guardar las grandes producciones de negativos, pero que es muy poco idónea por la correcta conservación.